# Неделково
Неделково (погрешно изписвано и като Недялково) е село в Западна България. То се намира в община Трън, област Перник.

## География
Село Неделково се намира в планински район.

## История
До 1950 година името на селото е Баба. В османски данъчни регистри на немюсюлманското население от 1623-1624 година са отбелязани 44 джизие ханета (домакинства) в селото.
През 1923 година в Баба е основана земеделска кооперация „Светлина“. Към 1935 г. тя има 40 члена.
През 1985 година селото има 145 жители.

## Редовни събития
Ежегоден светъц на Спасовден в местността Свети Спас, където има изграден православен параклис Св. Спас.